# Lester Bower
Lester Leroy Bower junior (* 20. November 1947 in Kansas City, Missouri; † 3. Juni 2015 in Huntsville, Texas) war ein US-amerikanischer Strafgefangener, der wegen vierfachen Mordes hingerichtet wurde.

## Ablauf der Ereignisse
Lester Bower arbeitete als Handelsvertreter, war verheiratet und Vater zweier Töchter. Er war mit seiner Familie wenige Monate vor den Morden von Colorado nach Texas übersiedelt und lebte zuletzt in Arlington.
Am 8. Oktober 1983 wurden vier Männer in einem Flugzeughangar bei Sherman in Grayson County erschossen. Bei den Toten handelte es sich um den 51-jährigen Hangarbesitzer Bob Tate, den 52-jährigen Diakon Jerry Brown, den 39-jährigen ehemaligen Polizisten Ronald Mayes und den 29-jährigen Sheriff’s Deputy Philip Good. Drei der Männer kannten sich durch ihre gemeinsame Leidenschaft für Ultraleichtflugzeuge. Die Leichen wurden von Tates Ehefrau entdeckt, nachdem dieser nicht zu einer vereinbarten Uhrzeit nach Hause gekommen war.
Die alarmierte Polizei stellte fest, dass Tates Ultraleichtflugzeug gestohlen worden war. Laut Aussage seiner Familie wollte Tate dieses Flugzeug am 8. Oktober für 4000 Dollar an einen Mann aus Dallas verkaufen. Am 19. Januar 1984 wurde Lester Bower wegen Mordverdachts verhaftet. Er wollte sich schon länger ein solches Flugzeug besorgen und war auch im Hangar von Bob Tate, was er bei vorherigen Verhören noch bestritten hatte. Auch wurden Teile des gestohlenen Flugzeuges in seiner Garage aufgefunden, zusammen mit einem Fingerabdruck des Opfers Jerry Brown. Zudem konnte nachgewiesen werden, dass Bower einige Monate vor den Morden einen seltenen Munitionstyp bezog, der nur von wenigen Händlern in Texas angeboten wurde. Diese Fiocchi .22 LR Unterschall-Hohlspitzmunition war auch bei den vier Morden verwendet worden. Im April 1984 wurde Bower des vierfachen Mordes für schuldig befunden und zum Tode verurteilt.
Das Urteil war keineswegs unumstritten. Denn die Ermittler hatten am Tatort weder Fingerabdrücke, noch DNA-Beweise oder eine Mordwaffe sicherstellen können. Zudem war Bower nicht vorbestraft und leugnete bis zuletzt, die Verbrechen begangen zu haben. Bower verbrachte mehr als 31 Jahre im Todestrakt von Texas. Dies ist (Stand: 2022) die zweitlängste Zeit, die je ein Häftling in Texas im Todestrakt verbringen musste. Seine Hinrichtung wurde sechsmal kurz vor der Vollstreckung aufgeschoben. Am 3. Juni 2015 wurde er schließlich im Alter von 67 Jahren in der Huntsville Unit mit der Giftspritze hingerichtet. Wenige Stunden zuvor hatte der Oberste Gerichtshof der USA eine weitere Aufschiebung abgelehnt. Er wurde damit der älteste Hingerichtete in Texas seit der Wiedereinführung der Todesstrafe in diesem Bundesstaat im Jahr 1976. Am 28. Februar 2019 wurde Billie Coble hingerichtet, der mit 70 Jahren, 5 Monaten und 21 Tagen der älteste Hingerichtete in Texas wurde.